# Oedistoma
Genre
Oedistoma est un genre de passereaux de la famille des Melanocharitidae.

## Liste des espèces
Selon la classification de référence du Congrès ornithologique international (version 6.4, 2016) :
- Oedistoma iliolophus (Salvadori, 1876)
  - Oedistoma iliolophus affine (Salvadori, 1876)
  - Oedistoma iliolophus cinerascens (Stresemann & Paludan, 1932)
  - Oedistoma iliolophus fergussonis (Hartert, 1896)
  - Oedistoma iliolophus flavum (Mayr & Rand, 1935)
  - Oedistoma iliolophus iliolophus (Salvadori, 1876)
- Oedistoma pygmaeum Salvadori, 1876
  - Oedistoma pygmaeum meeki (Hartert, 1896)
  - Oedistoma pygmaeum pygmaeum Salvadori, 1876
  - Oedistoma pygmaeum waigeuense Salomonsen, 1966